# Leiopus guttatus
Leiopus guttatus är en skalbaggsart som beskrevs av Bates 1873. Leiopus guttatus ingår i släktet Leiopus och familjen långhorningar. Inga underarter finns listade i Catalogue of Life.